# Ministero della salute e del benessere
Il Ministero della salute e del benessere (보건복지부?, 保健福祉部?, BogeonbokjibuLR) è un dicastero del governo della Corea del Sud che soprintende agli affari riguardanti la sanità pubblica, il benessere, il sistema pensionistico e l'infanzia.

## Storia
Il ministero è stato istituito per la prima volta il 4 novembre 1948 come Ministero degli affari sociali, integrando successivamente le deleghe riguardanti la sanità.
Nel 2008 ha integrato le deleghe riguardanti infanzia e gioventù, famiglia e le rimanenti deleghe riguardanti la salute. Tuttavia nel 2010 il dicastero è stato ristrutturato, cedendo le deleghe di famiglia e gioventù al Ministero dell'uguaglianza di genere e della famiglia.